# Lista dos maiores bancos de Portugal
Esta é uma lista dos maiores bancos de Portugal no ano de 2022, com o número de funcionários e balcões, o lucro faturado e a variação final.
| Posição | Banco                           | Funcionários | Balcões | Lucros           | Variação |
| ------- | ------------------------------- | ------------ | ------- | ---------------- | -------- |
| 1       | Caixa Geral de Depósitos        | 5.837        | 515     | 843 milhões de € | 45 %     |
| 2       | Santander Portugal              | 4.664        | 339     | 607 milhões de € | 90 %     |
| 3       | Novo Banco                      | 4.090        | 292     | 561 milhões de € | 204 %    |
| 4       | Banco Português de Investimento | 4.404        | 325     | 365 milhões de € | 19 %     |
| 5       | Abanca                          |              |         | 217 milhões de € | 41 %     |
| 6       | Banco Comercial Português       | 6.252        | 408     | 207 milhões de € | 50 %     |
| 7       | Crédito Agrícola                |              | 617     | 144 milhões de € |          |
| 8       | Banco CTT                       |              |         | 126 milhões de € | 27 %     |
| 9       | Bankinter                       |              |         | 78 milhões de €  |          |
| 10      | Banco Montepio                  | 3.406        | 239     | 34 milhões de €  |          |